# 張境
張境（20世纪—），生於台灣，加拿大华裔政治人物。

## 移民加國
在國中二年級時，一個人到多倫多念中學，在當中他學了一門戲劇課，那時候他以為自己長大以後就會成為一位演員。
後來，他的父母移民到大溫哥華地區，在本拿比安頓下來。張境於是也來到了溫哥華。張境後來亦落地生根於本拿比。
1990年代，張境在溫哥華一家電影學院修讀電影。畢業後，於1998年他回台灣當朱延平的副導演，亦曾擔任演員。最初是臨時演員，客串一些小角色，後來越演越多，也有了小小的知名度。
後來，因為張境的母親病重，張於是放下手上的一切事情，回到了溫哥華陪伴母親。在溫哥華陪伴母親的日子，張境成為了城市電視的主持人，亦擔任過不少由華裔主辦的大型聯歡晚會的主持人。多年來主持了上百場晚會，也與各大華人社團結下了友誼。

## 從政
一個偶然的機會，張境認識了本拿比市长高力勤。那時候，华裔加拿大人在本拿比市已佔三分之一，高力勤市長開始重視華裔居民，但对華裔人士並不熟悉。張境於是安排華僑社團的僑領與市長見面，彼此溝通。後來，在高力勤市長的建議下，他開始擔任社會議題委員會委員，把華人關心的問題反映給市政府。一年後，又擔任公園局委員一年。但這兩份工作都是義工性質。
2007年，張境向高力勤市長提議並陪同訪問了中國大陸和台灣，並把本拿比市與江蘇省常熟市結為友好城市，與台灣的臺中市結為科技貿易交流城市。高力勤市長並於2007年首次訪問中國，加深了對華人文化和背景的瞭解。
張境於2008年11月15日代表本拿比公民協會（Burnaby Citizens Association, BCA）首次出戰本拿比市议会選舉就成功當選。期後在2011年11月19日再次參選並再度連任。
張境能說流利國語、台語及英語，他是本拿比市的首名華裔男性市議員，他首次當選時是歷屆最年輕的男性市議員。
2014年，张境放弃连任本拿比市议员。

## 赌场放高利贷争议
据CTV于2014年5月6日报道，张境在2011年有一次出现在列治文市的河石赌场，引起了卑诗彩票公司的注意，指他行为可疑。负责监管本省博彩业的博彩政策及执行署（Gaming Policy and Enforcement Branch）调查指出，有人把10万元筹码交给张境。张境被指是放高利贷，并带着一个钱袋，装有筹码和现金。依照卑诗彩票公司的规定，赌场客人之间不得作出同类的行为，以防有人洗黑钱。张境否认自己放高利贷，并称听到上述指控，令他十分震惊。他又表示在被调查期间，他有向本拿比市长高力勤报告情况。

## 外部連結
- （英文）本那比市議會張境簡介 （页面存档备份，存于）
- （英文）本那比公民協會張境簡介
- 〈張境：水到渠成不刻意〉，事事如意生活網站，2008年12月11日。 （页面存档备份，存于）
- 2011年市選張境、康安禮兩名現任華裔市議員連任成功，明報加西網2011年11月20日。